# Quinn Slobodian
Quinn Slobodian (né en 1978) est un historien canadien spécialiste de l'Allemagne contemporaine et de l'histoire mondiale. Il est actuellement professeur à l'université de Boston. Auparavant, il était professeur d'histoire des idées au Wellesley College et chercheur résident au Weatherhead Center for International Affairs de l'université Harvard.

## Biographie
Slobodian est né en 1978 à Edmonton, en Alberta. Son père est médecin. La famille déménage sur l'Île de Vancouver en 1981, puis au Lesotho en Afrique australe, quelques années plus tard. Ils partent pour le Vanuatu dans l'océan Pacifique Sud en 1992 et reviennent au Canada un an plus tard.
Il étudie l'histoire au Lewis & Clark College, dont il obtient le diplôme en 2000, puis réalise un doctorat à l'Université de New York en 2008.
Il est membre du comité de rédaction de la revue Contemporary European History.
Il a été professeur au Wellesley College, où il occupait la chaire d'histoire des idées « Marion Butler McLean », et boursier résident (residential fellow) au Weatherhead Center for International Affairs de l'Université Harvard. Il est professeur d'histoire mondiale à l'Université de Boston.

## Publications

### En anglais
- Foreign Front: Third World Politics in Sixties West Germany, Durham, NC: Duke University Press, 2012[6]
- Globalists: The End of Empire and the Birth of Neoliberalism, Cambridge, MA: Harvard University Press, 2018[6]
- Crack-up capitalism - Market radicals and the dream of a world without democracy[7], 4 avril 2024, Éditions Penguin, 352 p.

### En français
- Le Capitalisme de l'apocalypse Ou le rêve d'un monde sans démocratie, traduit par Cyril Le Roy, 24 janvier 2025, Paris, éditions du Seuil, coll. « Sciences humaines / La couleur des idées », 384 p.
- Les Globalistes - Une histoire intellectuelle du néolibéralisme, traduit par Cyril Le Roy, 8 avril 2022, Paris, éditions du Seuil, coll. « Sciences humaines », 384 p.

### Directeur d'ouvrage
- Comrades of Color: East Germany in the Cold War World, New York: Berghahn Books, 2015
- Nine Lives of Neoliberalism, avec Dieter Plehwe et Philip Mirowski, New York et Londres: Verso, 2020[8]
- Market Civilizations: Neoliberals East and South, avec Dieter Plehwe, New York: Zone, 2020